# Liga Dinamarquesa de Basquetebol
A Liga Dinamarquesa de Basquetebol (em dinamarquês:  Basketligaen) é a competição de elite entre clubes profissionais de basquetebol masculino da Dinamarca. O atual formato foi iniciado em 1995, substituindo a antiga primeira divisão (fundada em 1957) como primeiro escalão. Os maiores campeões são os Bakken Bears com 23 títulos, seguidos pelo SISU com 11 conquistas.

## Clubes
| Equipe              | Cidade    | Arena                  |
| ------------------- | --------- | ---------------------- |
| Bakken Bears        | Aarhus    | Vejlby-Risskov Hallen  |
| SISU                | Gentofte  | Kildeskovshallen       |
| Svendborg Rabbits   | Svendborg | Svendborg Idrætscenter |
| Team FOG Næstved    | Næstved   | Arena Næstved          |
| Randers Cimbria     | Randers   | Arena Randers          |
| Hørsholm 79ers      | Hørsholm  | Fire Arena             |
| Stevnsgade SuperMen | Copenhaga | Nørrebrohallen         |
| Horsens IC          | Horsens   | Forum Horsens          |

## Lista de Campeões
| - 1957–58 Aarhus - 1958–59 Gladsaxe Efterslægten - 1959–60 Gladsaxe Efterslægten - 1960–61 SISU - 1961–62 SISU - 1962–63 Gladsaxe Efterslægten - 1963–64 Gladsaxe Efterslægten - 1964–65 Gladsaxe Efterslægten - 1965–66 SISU - 1966–67 SISU - 1967–68 Gladsaxe Efterslægten - 1968–69 Gladsaxe Efterslægten - 1969–70 Virum - 1970–71 Virum - 1971–72 SISU | - 1972–73 SISU - 1973–74 Falcon - 1974–75 Falcon - 1976–77 SISU - 1973–74 Falcon - 1977–78 Falcon - 1978–79 Stevnsgade - 1979–80 Stevnsgade - 1980–81 SISU - 1981–82 BMS - 1982–83 SISU - 1983–84 SISU - 1984–85 SISU - 1985–86 BMS - 1986–87 BMS | - 1987–88 BMS - 1988–89 BMS - 1989–90 BMS - 1990–91 Hørsholm - 1991–92 Horsens - 1992–93 Hørsholm - 1993–94 Horsens - 1994–95 Stevnsgade - 1995–96 Værløse Farum - 1996–97 Skovbakken - 1997–98 Horsens - 1998–99 Skovbakken - 1999–00 Skovbakken - 2000–01 Skovbakken - 2001–02 Værløse Farum | - 2002–03 Copenhagen - 2003–04 Århus - 2004–05 Skovbakken - 2005–06 Horsens - 2006–07 Skovbakken - 2007–08 Bakken Bears - 2008–09 Bakken Bears - 2009–10 Svendborg Rabbits - 2010–11 Bakken Bears - 2011–12 Bakken Bears - 2012–13 Bakken Bears - 2013–14 Bakken Bears - 2014–15 Horsens - 2015–16 Horsens - 2016-17 Bakken Bears - 2017-18 Bakken Bears - 2018-19 Bakken Bears - 2019-20 Bakken Bears - 2020-21 Bakken Bears - 2021-22 Bakken Bears - 2022-23 Bakken Bears |

## Finais
| Temporada | Campeão           | Finalista         | Placar     | MVP das Finais         |
| --------- | ----------------- | ----------------- | ---------- | ---------------------- |
| 1995–96   | Værløse/Farum     | Stevnsgade Basket |            |                        |
| 1996–97   | Bakken Bears      | Hørsholm 79'ers   |            |                        |
| 1997–98   | Horsens IC        | Bakken Bears      |            |                        |
| 1998–99   | Bakken Bears      | SISU              |            |                        |
| 1999–00   | Bakken Bears      | Horsens IC        |            |                        |
| 2000–01   | Bakken Bears      | Værløse/Farum     | 2–1        |                        |
| 2001–02   | Værløse/Farum     | Aabyhøj IF        | 2–0        |                        |
| 2002–03   | BF Copenhagen     | Bakken Bears      | 2–0        |                        |
| 2003–04   | Bakken Bears      | Horsens IC        | 3–1        |                        |
| 2004–05   | Bakken Bears      | SISU BK           | 3–2        |                        |
| 2005–06   | Horsens IC        | Bakken Bears      | 3–1        |                        |
| 2006–07   | Bakken Bears      | Svendborg Rabbits | 3–0        |                        |
| 2007–08   | Bakken Bears      | Svendborg Rabbits | 4–0        |                        |
| 2008–09   | Bakken Bears      | Svendborg Rabbits | 4–3        |                        |
| 2009–10   | Svendborg Rabbits | Bakken Bears      | 4–1        |                        |
| 2010–11   | Bakken Bears      | Svendborg Rabbits | 4–0        |                        |
| 2011–12   | Bakken Bears      | Svendborg Rabbits | 4–2        |                        |
| 2012–13   | Bakken Bears      | Svendborg Rabbits | 4–3        | Chris Christoffersen   |
| 2013–14   | Bakken Bears      | Randers Cimbria   | 4–0        | Kenny Barker           |
| 2014–15   | Horsens IC        | Bakken Bears      | 4–2        | Brian Fitzpatrick      |
| 2015–16   | Horsens IC        | Bakken Bears      | 4–3        | Nimrod Hilliard        |
| 2016–17   | Bakken Bears      | Horsens IC        | 4–1        | Devaughn Akoon-Purcell |
| 2017-18   | Bakken Bears      | Horsens IC        | 4–0        |                        |
| 2018-19   | Bakken Bears      | Horsens IC        | 4–0        |                        |
| 2019-20   | Bakken Bears      | Horsens IC        | [ nota 1 ] |                        |
| 2020-21   | Bakken Bears      | Horsens IC        | 4–2        |                        |
| 2021-22   | Bakken Bears      | Svendborg Rabbits | 4–0        |                        |
| 2022-23   | Bakken Bears      | Team FOG Næstved  | 4–0        |                        |
| 2023-24   | Bakken Bears      | Team FOG Næstved  | 4–0        | Gustav Knudsen         |
| 2024-25   | Bakken Bears      | Svendborg Rabbits | 3-1        | Urald King             |